# 33330 Бареж
33330 Баре́ж (33330 Barèges) — астероїд головного поясу, відкритий 16 вересня 1998 року.
Тіссеранів параметр щодо Юпітера — 3,642.